# Klaus Balkenhol
Klaus Balkenhol (Velen, 6 december 1939) is een voormalig Duitse ruiter, die gespecialiseerd was in dressuur. Balkenhol behaalde tijdens de Olympische Zomerspelen 1992 de gouden medaille in de landenwedstrijd individueel en de bronzen medaille individueel. Bij de Wereldruiterspelen 1994 behaalde Balkenhol de gouden medaille in de landenwedstrijd en de zilveren medaille in de dressuur grand prix freestyle. Klaus Balkenhol won tijdens de Olympische Zomerspelen 1996 wederom de gouden medaille in de landenwedstrijd en moest ditmaal genoegen nemen met de zesde plaats individueel.

## Resultaten
- Olympische Zomerspelen 1992 in Barcelona  landenwedstrijd dressuur met Goldstern
- Olympische Zomerspelen 1992 in Barcelona  individueel dressuur met Goldstern
- Wereldruiterspelen 1994 in Den Haag  dressuur grand prix freestyle met Goldstern
- Wereldruiterspelen 1994 in Den Haag  dressuur landenwedstrijd met Goldstern
- Olympische Zomerspelen 1996 in Atlanta  landenwedstrijd dressuur met Goldstern
- Olympische Zomerspelen 1996 in Atlanta 6e individueel dressuur met Goldstern

1928: von Langen, Linkenbach, Lotzbeck ·
1932: Lesage, Marion, Jousseaume ·
1936: Pollay, Gerhard, Oppeln-Bronikowski ·
1948: Jousseaume, Saint-Fort Paillard, Buret ·
1952: Saint Cyr, Boltenstern, Persson ·
1956: Saint Cyr, Boltenstern, Persson ·
1964: Boldt, Klimke, Neckermann ·
1968: Neckermann, Klimke, Linsenhoff ·
1972: Petoesjkova, Kizimov, Kalita ·
1976: Boldt, Klimke, Grillo ·
1980: Kovsjov, Oegrjoemov, Misevitsj ·
1984: Klimke, Sauer, Krug ·
1988: Klimke, Linsenhoff, Theodorescu, Uphoff ·
1992: Balkenhol, Uphoff, Theodorescu, Werth ·
1996: Balkenhol, Schaudt, Theodorescu, Werth ·
2000: Werth, Capellmann, Salzgeber, Simons-de Ridder ·
2004: Kemmer, Schmidt, Schaudt, Salzgeber ·
2008: Kemmer, Capellmann, Werth ·
2012: Hester, Bechtolsheimer, Dujardin ·
2016: Rothenberger, Schneider, Bröring-Sprehe, Werth ·
2020: von Bredow-Werndl, Schneider, Werth ·
2024: Wandres, von Bredow-Werndl, Werth
- Gemeinsame Normdatei: 132836661
- Library of Congress Control Number: n2007050656
- Nationale Bibliotheek van Polen: a0000002398606
- Virtual International Authority File: 293952348
- WorldCat: E39PBJjhyFykBVwGFc34fTQQbd